# 渔郎飞行场
渔郎飞行场（朝鲜语：／ Ŏrang bihaengch'ang */?），亦称清津機場（朝鲜语：／ Ch'ŏngjin Konghang */?）、渔郎七宝山机场，位處咸鏡北道的漁郎郡境内，清津市的西南部，屬朝鮮人民軍管理，一般用作軍事基地，然而亦開放予民航客機及貨運使用。原來由日軍建造，在朝鲜战争时由美军使用，代号为K-33。原來的跑道只長1,200公呎。近年朝鮮政府計劃擴建它成為朝鲜第三個國際機場。

## 設備
- 一條長度約為2,500公呎的混凝土跑道

## 使用航空公司
- 朝鮮高麗航空（Air Koryo）是目前唯一服務清津機場的航空公司，主要使用以下机型执飞：
  - 安-24
  - 伊尔-18

## 外部連結
- 平壤順安國際機場的非官方網站（英文、繁體中文）
- 朝鮮高麗航空商社的官方網站 （页面存档备份，存于）（英文）
- 朝鮮高麗航空商社的非官方網站（英文、繁體中文）